# Alfredo Novoa Cava
Alfredo Novoa Cava (* Chepén, 26 de noviembre de 1908 - † Porotillo, Ecuador, 11 de septiembre de 1941) fue el militar peruano de más alta graduación que murió en el Conflicto Perú-Ecuador de 1941.
Alfredo Novoa Cava nació en Chepén, la Libertad, el 26 de noviembre de 1908. Era hijo de Alberto Novoa Apaestegui y Elvira Cava Mestanza. Su abuelo, Justiniano Novoa, fue uno de los líderes de la Resistencia contra el ejército Chileno en Cajamarca organizada por el general Andrés A. (Taita) Cáceres durante la Guerra del guano y del salitre. Cuando salió al frente dejó esposa de 25 años & 2 hijos de 3 años y 6 meses respectivamente.
Luego de realizar sus estudios primarios en Chepén, Novoa se trasladó al colegio San Ramón de Cajamarca en donde concluyó sus estudios escolares. En 1928 ingresó a la Escuela Militar de Chorrillos de la cual se graduó como alférez en 1932. Prestó servicios en el Regimiento de Caballería N.º 7 (RC7). En 1938 fue promovido al rango de capitán. A inicios de 1941 solicitó a su traslado a un regimiento de tropa, y fue destacado al Regimiento de Caballería "Lanceros de Torata" N.º 5 (RC5) en San Pedro de Lloc.
Poco después de iniciarse los primeros enfrentamientos del Conflicto Perú-Ecuador en Huaquillas, se embarcó con su regimiento a Tumbes. El 24 de julio atravesó la frontera ecuatoriana y participó en las acciones de Zarumilla. Entre el 27 y el 31 de julio tomó los poblados de Chacras, Hualtaco, Cayanca, Santa Rosa, Arenillas y Pasaje. A las 13.30 horas del 11 de septiembre de 1941 Novoa, el teniente EP Luis Reynafarje Hurtado, el teniente GC Alipio Ponce Vásquez y 23 clases, soldados y guardias civiles, fueron emboscados en Porotillo, una localidad de la provincia del Oro, Ecuador, mientras hacían una misión de reconocimiento. En dicha acción de armas, ocurrida pese al cese el fuego acordado el 31 de julio de 1941, murió el Capitán EP Novoa (el oficial de más alta graduación del ejército peruano muerto en la victoriosa campaña militar de 1941), y el Teniente GC Alipio Ponce Vásquez héroe de la Guardia Civil del Perú (hoy Policía Nacional del Perú), así como el Teniente de Caballería EP Luis Reynafarje Hurtado, el Sargento 1.º de Caballería EP Lorenzo Rockovich Minaya, el Sargento 2.º de Caballería EP Salvador Briceño Rojas, los Cabos de Caballería EP: Eleuterio Vélez Paraisaman, Sixto Marín Rabanal y Melquiades Quevedo Bardales, los Soldados de Caballería EP: Rosario Morales Cubas, Victoriano Huaccha Regalado, Felipe Vásquez Mendoza, Benigno Sánchez Solórzano, Carlos Limo Vásquez, Andrés Rojas Mejía, Enrique Asián Arbildo, Guadalupe Licera Montenegro, Próspero Becerra Apéstegui, Andrés Colorado Camacho, Adán Abanto Medina, Juan Escalante Cachay, Octavio Uchillán Mendoza, Juan Vásquez Jiménez, Antonio Flores Samamé y el Guardia de Caballería GC Luis Zumarán Carpio, siendo 24 los miembros del pelotón peruano que murieron como consecuencia del ataque emboscado.
La trayectoria de Novoa fue similar a la de muchos jóvenes provincianos con vocación militar de su época y estuvo caracterizada por un profundo sentido del deber. En una carta desde el frente en agosto de 1941, le escribía a un compañero de armas: “siempre ansié todas estas cosas que las he vivido con el mayor placer, ya que siempre fueron mi ideal”.
Sus restos permanecieron en territorio ecuatoriano hasta enero de 1942. A petición de su madre y del consejo distrital de Chepén, reposan hoy en día en un mausoleo de esta ciudad. En 1968 el consejo distrital de Lince (Lima) inauguró una plaza que lleva su nombre. En 1978, un decreto supremo dio el nombre de Mayor Alfredo Novoa Cava al Regimiento de Caballería Blindada N.º 123 que actualmente custodia la frontera peruana en el altiplano a 4350 m s. n. m.
El capitán Novoa estuvo casado con María Peña Arrese con quien tuvo dos hijos: Elvira (1939) y Alfredo Novoa Peña (1940), Embajador del Perú en Alemania durante el Gobierno del presidente Alejandro Toledo.
Fuentes: Milla Batres, Carlos. Ed. Diccionario Histórico y Biográfico del Perú, siglos XV-XX.